# Комплекс сооружений акционерного общества Санкт-Петербургских товарных складов

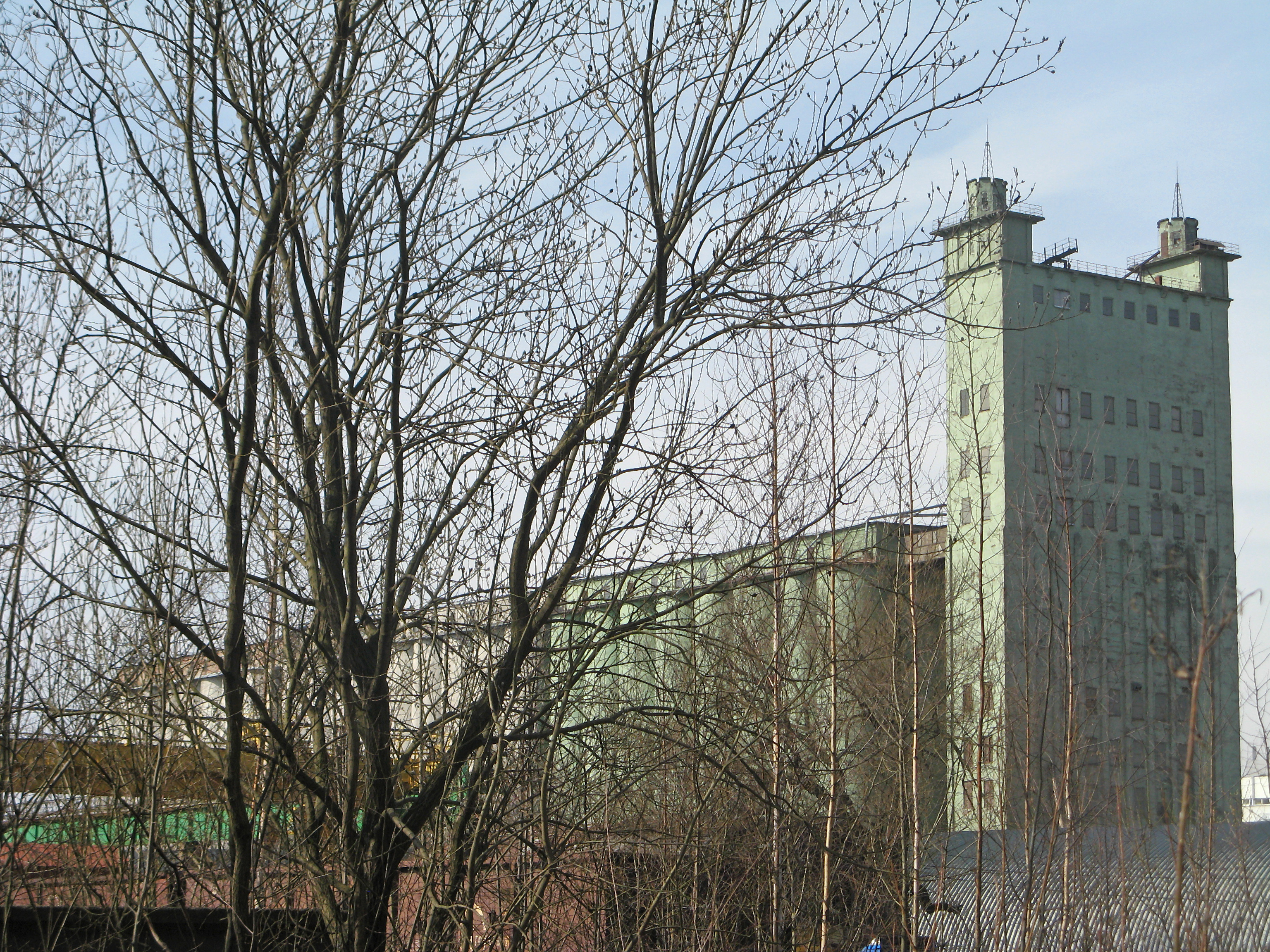
Элеватор 1958 года

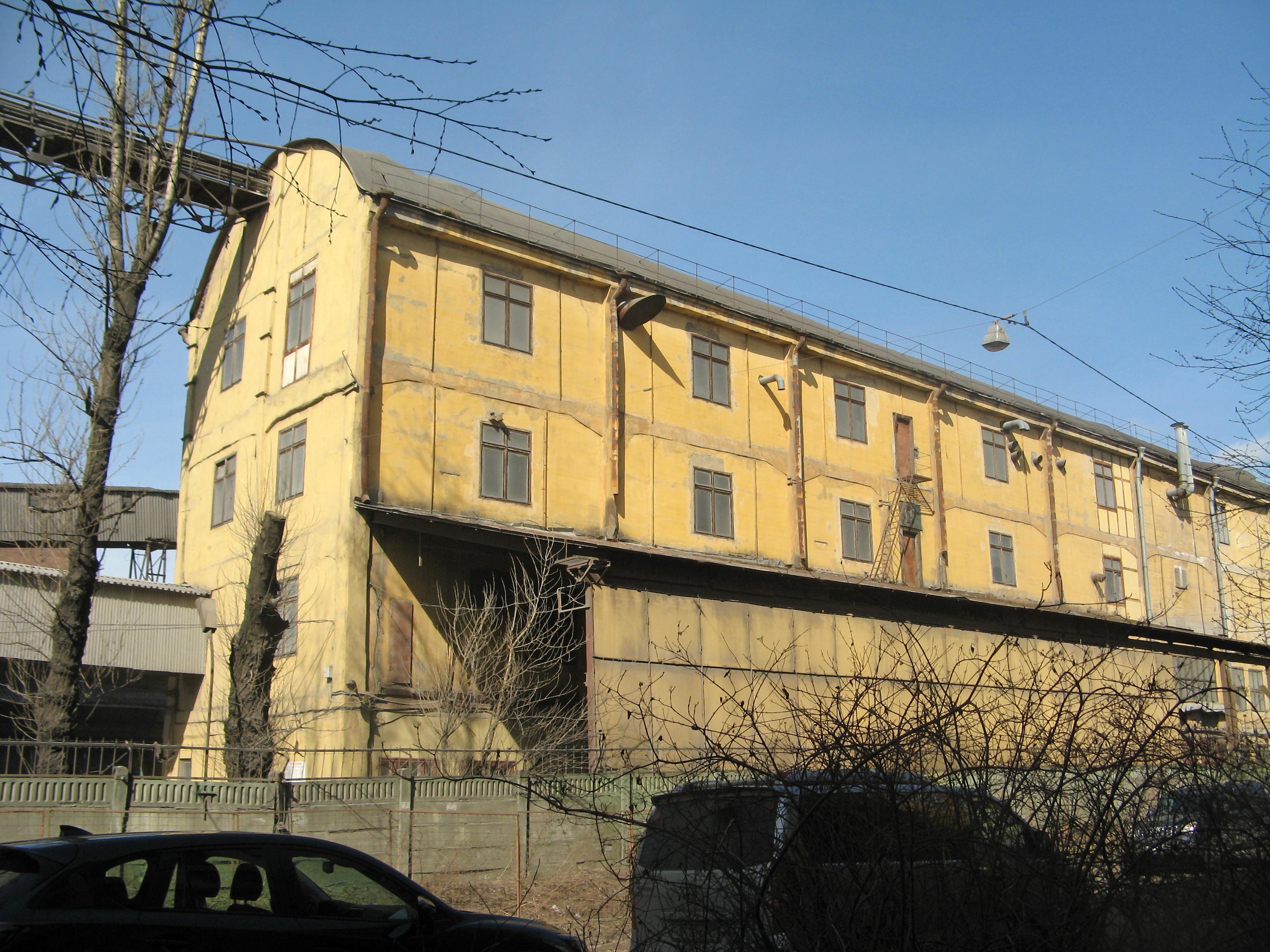
Мельница-пакгауз

Комплекс сооружений акционерного общества Санкт-Петербургских товарных складов — памятник архитектуры. Расположен в Санкт-Петербурге, современный адрес — проспект Обуховской Обороны, 7.
В конце XIX века упоминалось, что в данной местности находилась усадьба Потёмкина, в первой половине XIX века рядом с Глухим озером (позднее засыпанным) упоминалась Глухоозёрская ферма. Земли этой фермы позднее получил Кабинет Его Императорского Величества. По мере механизации промышленности в первой четверти XIX века и в связи с прокладкой в 1830-е годы Обводного канала, позволявшего удобно транспортировать по воде сырьё и готовую продукцию, в районе Шлиссельбургской дороги стало появляться всё больше предприятий.
Формирование комплекса акционерного общества Санкт-Петербургских товарных складов началось в 1907 году со здания паровой мельницы, которое построил Г. А. Гиршсон для купца Д. И. Мордуха. У кирпичного здания было четыре этажа, оно планировалось как склад и было отведено под паровую мельницу в процессе строительства. В том же году Л. Ф. Геллерт по заказу Мордуха пристроил с севера здания дымовую трубу и пристройку для паровой машины. Здание не сохранило исторический облик: в 1930-х его надстроили на два этажа, продлили с северной стороны и перестроили в остальных частях. Изменилось положение колонн каркаса. Числилось в списке выявленных объектов культурного наследия и лишилось статуса при проведении экспертизы.
И. Н. Квиль построил элеватор и пакгаузы в 1912 году. Автор второй мельницы комплекса достоверно неизвестен, четырёхэтажный каркасный пакгауз № 4, часть которого стали использовать как третью мельницу, был построен с юго-западной стороны первой мельницы. Основной конструкции здания служит монолитный железобетонный каркас из колонн и ребристых плит перекрытий, здание прямоугольное, скруглённое со стороны дворового северо-западного фасада, вероятно, в связи с организацией подъезда железной дороги. В 1913—1915-е годы на участке были построены параллельные железобетонные пакгаузы под номерами 5, 6 и 7. В 1914 году мельница Квиля стала первой в России электрифицированной мельницей.
Элеватор железобетонный по структуре, вертикальные выступы-закрома делают фасад складчатым, что перекликается с трёхгранными эркерами архитектуры модерна, несмотря на брутальность образа здания. Нижний ярус был аркадой, на которую опирался монолитный основной массив, сверху здания была мансарда с овальными люкарнами и две гранёные башни с куполами. В 1920-е годы при реконструкции верхний этаж упростили, башни заменили на более простые прямоугольные надстройки, проёмы аркад в ходе реконструкций были заложены.
Также в комплекс мукомольного завода входит элеватор, построенный в 1958 году по проекту Курочкина, Классена и Овчинникова. На 2019 год этот региональный памятник архитектуры находился в неудовлетворительном состоянии: на его фасаде были трещины, штукатурка обваливалась, был частично разрушен карниз.
На 2020 год здание элеватора Квиля не использовалось.